# Santa Anita Dos
Santa Anita Dos är en ort i Mexiko.   Den ligger i kommunen Aquismón och delstaten San Luis Potosí, i den centrala delen av landet, 280 km norr om huvudstaden Mexico City. Santa Anita Dos ligger 185 meter över havet och antalet invånare är 131.
Terrängen runt Santa Anita Dos är huvudsakligen kuperad, men västerut är den platt. Santa Anita Dos ligger nere i en dal. Runt Santa Anita Dos är det ganska tätbefolkat, med 56 invånare per kvadratkilometer. Närmaste större samhälle är Ciudad Valles, 18,2 km öster om Santa Anita Dos. I omgivningarna runt Santa Anita Dos växer huvudsakligen savannskog.